# Hipótese de impacto no Dryas recente
A hipótese do impacto no Dryas recente é uma alegação controversa que afirma que um objeto extraterrestre explodiu sobre a América do Norte em 12,9 ka, iniciando o evento de frio chamado locamente de Younger Dryas, e causou a extinção de muitos da megafauna norte-americana e o fim da cultura arqueológica de Clovis. A hipótese é amplamente rejeitada pelos cientistas especializados, tendo sido comparada por críticos com a ciência criacionista e fusão a frio. A localização do impacto ou explosão proposta permanece incerta, mas a suposta evidência para a precipitação vem de vários locais na América do Norte e um local na Bélgica.
As evidências físicas interpretadas como assinaturas de um evento de impacto podem ser separadas em dois grupos. O primeiro grupo consiste em evidenciar concentrações elevadas de radioatividade, irídio e fulerenos enriquecidos em ³He. O segundo grupo consiste em evidências de esferas e alongados de carbono, grãos magnéticos e esférulas magnéticas, subprodutos de incêndios florestais catastróficos e nanodiamantes.